# Daisuke Yokota
Daisuke Yokota (横田 大祐?, Yokota Daisuke; Itabashi, 15 giugno 2000) è un calciatore giapponese, attaccante dell'Hannover 96, in prestito dal Gent.

## Carriera
Dopo aver trascorso due stagioni con il Valmiera, con cui ha vinto un campionato lettone, il 9 febbraio 2023 viene acquistato dal Górnik Zabrze, con cui firma un contratto di un anno e mezzo; dopo essersi messo in mostra nelle file del club polacco, il 14 dicembre prolunga fino al 2026. Il 15 gennaio 2024 si trasferisce al Gent, con cui firma un quadriennale.

## Statistiche

### Presenze e reti nei club
Statistiche aggiornate al 5 febbraio 2024.
| Stagione             | Club                 | Campionato           | Campionato | Campionato | Coppe nazionali | Coppe nazionali | Coppe nazionali | Coppe continentali | Coppe continentali | Coppe continentali | Supercoppe | Supercoppe | Supercoppe | Totale | Totale |
| Stagione             | Club                 | Comp                 | Pres       | Reti       | Comp            | Pres            | Reti            | Comp               | Pres               | Reti               | Comp       | Pres       | Reti       | Pres   | Reti   |
| -------------------- | -------------------- | -------------------- | ---------- | ---------- | --------------- | --------------- | --------------- | ------------------ | ------------------ | ------------------ | ---------- | ---------- | ---------- | ------ | ------ |
| 2021                 | Valmiera             | VL                   | 22         | 0          | CL              | 2               | 0               | UECL               | 2                  | 0                  | -          | -          | -          | 27     | 2      |
| 2022                 | Valmiera             | VL                   | 33         | 8          | CL              | 0               | 0               | UECL               | 2                  | 0                  | -          | -          | -          | 35     | 8      |
| Totale Valmiera      | Totale Valmiera      | Totale Valmiera      | 55         | 8          |                 | 2               | 0               |                    | 4                  | 0                  |            | -          | -          | 61     | 8      |
| gen.-giu. 2023       | Górnik Zabrze        | EK                   | 13         | 2          | CP              | -               | -               | -                  | -                  | -                  | -          | -          | -          | 13     | 1      |
| 2023-gen. 2024       | Górnik Zabrze        | EK                   | 18         | 7          | CP              | 1               | 0               | -                  | -                  | -                  | -          | -          | -          | 19     | 7      |
| Totale Górnik Zabrze | Totale Górnik Zabrze | Totale Górnik Zabrze | 31         | 9          |                 | 1               | 0               |                    | -                  | -                  |            | -          | -          | 32     | 9      |
| gen.-giu. 2024       | Gent                 | D1                   | 4          | 0          | CB              | 0               | 0               | UECL               | 0                  | 0                  | -          | -          | -          | 4      | 0      |
| Totale carriera      | Totale carriera      | Totale carriera      | 90         | 17         |                 | 3               | 0               |                    | 4                  | 0                  |            | -          | -          | 97     | 17     |

## Palmarès

### Club

#### Competizioni nazionali
- Campionato lettone: 1

Valmiera: 2022